# João Otaviano de Lima Pereira
João Otaviano de Lima Pereira (Freguesia do Juquery, Província de N.S.C dos Guarulhos, atual Mairiporã, 1887) foi um político brasileiro.
Bacharel em direito pela Faculdade de Direito da Universidade de São Paulo e presidente do Centro Acadêmico XI de Agosto em 1911
Foi ministro interino do Trabalho, Indústria e Comércio no Governo Eurico Dutra, de 30 de setembro a 22 de outubro de 1948.